# Jean Dumézil
Pour les articles homonymes, voir Dumézil.
Jean Dumézil, né le 14 mars 1857 à Bayon-sur-Gironde (Gironde) et mort le 9 février 1929 à Vincennes (Val-de-Marne), est un militaire (général de division de l'artillerie) de l'armée française.

## Biographie
- Élève de l'Ecole Polytechnique en 1877
- Sous-lieutenant d'artillerie le 1er octobre 1878
- Lieutenant le 1er octobre 1881
- Capitaine le 16 janvier 1888
  - Adjoint aux Forges du Centre de 1888 à 1889
  - Détaché au Service géographique de l'armée de 1889 à 1894 (en Algérie de 1890 à 1894)
  - Commandant de batterie au 25e régiment d'artillerie de 1894 à 1897
  - Détaché au Service géographique de l'armée de 1897 à 1900 (en Algérie et Tunisie en 1897-1898, puis à Madagascar en 1898-1899)
- Chef d'escadron le 3 novembre 1900
  - Employé au service du personnel de la section technique de l'artillerie au Ministère de la Guerre de 1904 à 1907
- Lieutenant-colonel le 22 décembre 1906
  - Adjoint puis président de la Commission d'étude pratique de tir et directeur des cours pratiques de tir de 1907 à 1910
- Colonel le 23 mars 1910
  - Chef de corps du 60e régiment d'artillerie de campagne de 1910 à 1913
- Général de brigade le 7 septembre 1913
  - Commandant de l'artillerie du 18e corps d'armée le 18 mars 1913
  - Commandant de la 19e Brigade d'artillerie le 14 novembre 1913
  - Commandant de l'artillerie du 18e corps d'armée le 1er avril 1914
  - Commandant de la 65e Brigade d'artillerie le 20 octobre 1914
  - Commandant de l'artillerie de la Xe Armée du 6 novembre 1914 au 28 décembre 1914
  - En disponibilité jusqu'en juin 1915
  - Inspecteur des études et expériences techniques de l'artillerie le 8 juin 1915
  - Adjoint au Sous-secrétaire d'État de l'Artillerie et des Munitions (pour l'artillerie lourde) le 3 août 1915
- Général de division le 8 août 1916
  - Inspecteur général des Établissements et services spéciaux (Ministère de l'armement et des fabrications) le 17 janvier 1917
- Adjoint au commandant de la 14e Région militaire du 10 novembre 1917 au 15 avril 1919

L'académicien Georges Dumézil était son fils.
Jean Dumézil est enterré au cimetière du Montparnasse.

## Distinctions
- Chevalier de la Légion d'honneur le 9 juillet 1895
- Officier de la Légion d'honneur le 12 juillet 1911
- Commandeur de la Légion d'honneur le 10 juillet 1917

Autres distinctions
- Médaille coloniale, agrafe Madagascar
- Commandeur de l'ordre de la Couronne
- Ordre du Nicham Iftikhar (Tunisie)

## Sources
- Gérard Géhin, Jean-Pierre Lucas, Dictionnaire des généraux et amiraux français de la Grande Guerre (1914-1918), tome 1, A-K, Archives & Culture, 26 bis, rue Paul Barruel, 75015 Paris, 2007, 24,5 × 17 cm, relié, 519 p.  (ISBN 978-2-35077-058-1)
- Dossier de Légion d'honneur du général Dumézil